# Windwhistle Peak
Der Windwhistle Peak (englisch für Windpfiffspitze) ist ein würfelförmiger Berggipfel aus Sandstein im ostantarktischen Viktorialand. In den Allan Hills ragt er südlich des Punchbowl Cirque auf.
Erkundet wurde er 1964 von einer Mannschaft, die im Rahmen des New Zealand Antarctic Research Program in den Allan Hills tätig war. Diese benannte ihn nach den pfeifenden Geräuschen, die der Wind in der Umgebung des Gipfels erzeugt.